# El muro rosa
El muro rosa es un documental español del 2011, dirigido por Enrique del Pozo y Julián Lara, que trata de recuperar la memoria histórica de la comunidad LGBT española.
El documental se presentó por primera en un acto organizado el 13 de abril de 2011 en Madrid por la Plataforma Diversidad 2011  que dirigían la diputada Carla Antonelli y el periodista Perico Echevarría, y se estrenó oficialmente en el festival de cine de Turín, Torino International Gay&Lesbian Film Festival o TOGAY, en 2011, aunque el documental estaba finalizado desde finales de 2010. No existe todavía una fecha de distribución comercial.
La documentación procedió en gran parte del escritor y actor Pierrot, que poseía una gran colección privada. La financiación provino del mismo Enrique del Pozo, que invirtió 100.000 € en la realización de la cinta.
La cinta está estructurada como una serie de entrevistas con personajes LGBT que relatan sus vivencias y el conocimiento directo que han tenido de la historia LGBT en España. Se trata la opresión generada por el Franquismo y la Iglesia católica, la persecución de los homosexuales en Oriente Medio, el acoso escolar o la terapia de aversión.

## Entrevistados
- Pierrot (actor y escritor)
- Jordi Griset (modelo)
- Boti García Rodrigo (vocal FELGTB)
- Carla Antonelli (transexual y candidata por el PSM)
- Eduardo Mendicutti (escritor y periodista)
- Mili Hernández (dueña de la librería Berkana)
- Armand de Fluvià (activista y genealogista)